# 卡尔桑 (葡萄牙堂区)
卡尔桑是葡萄牙布拉干萨区的一个堂区。总面积27.6平方公里，总人口525人，人口密度19人/平方公里。